# 陳儀 (萬曆丁未進士)
陳儀（1578年—17世紀），字思參，號範台，福建漳州府海澄縣人，明朝政治人物。

## 生平
萬曆三十一年（1603年），陳儀舉福建鄉試，萬曆三十五年（1617年）成進士，授江西上高縣知县。萬曆三十六年（1608年）调永丰县。萬曆四十一年（1613年），升南京刑部主事，历官員外郎、郎中。萬曆四十六年（1618年），外任廣東肇慶府知府，在當地愛民養士、革除弊政，獲士民林敦正等人立碑頌德；历改广州、建昌知府，奉召入京時，魏忠賢意欲招攬，他不肯就範，同年以病辭官歸里。
崇祯元年（1628年），起补高州府知府，升湖廣湖北道参政。

## 著作
陳儀貫通經史，有《承恩堂文集》藏於家。

## 家族
曾祖陳疆，贈庐州府通判。祖父陳愈。父陳約。嫡母郭氏，生母郭氏。慈侍下。兄陳以潤（歲贡生）、陳涣（贡士）。弟陳以珪（礼部主事）、陳法、陳滉。